# Jeroen van Veen (basgitarist)
Jeroen van Veen (Boskoop, 26 oktober 1974) is de basgitarist van de Nederlandse symfonische metalband Within Temptation.
Op de middelbare school leerde hij Robert Westerholt en Martijn Spierenburg kennen. Na school begonnen zij een band: The Circle. Later werd de naam van deze band veranderd in Voyage en maakten zij een cd.
In 1996, toen Voyage niet meer bestond, begonnen Westerholt en Sharon den Adel een nieuwe band: Within Temptation. Van Veen werd gevraagd om in deze band mee te spelen. Daarnaast speelde Jeroen eind jaren negentig ook in de skatepunkband Barton Dean, met Within Temptation-gitarist Michiel Papenhove.